# Локьер, Норман
Джозеф Норман Локьер (англ. Joseph Norman Lockyer; 17 мая 1836, Рагби, графство Уорикшир — 16 августа 1920, Солком-Реджис, графство Девон) — английский астроном. Основатель журнала Nature и его первый редактор (на протяжении полувека, с 1869 по 1919 гг.).

## Биография
Образование получил в частных учебных заведениях. С 1857 года служил клерком в военном ведомстве, с 1870 года был секретарём правительственной комиссии по науке, затем работал в отделе науки и искусства в Южном Кенсингтоне. С 1881 года — профессор астрофизики в Королевском колледже; с 1885 года по 1913 год работал директором обсерватории физики Солнца этого колледжа.
С 1913 года работал в частной обсерватории в Сидмуте (впоследствии названной Локьеровской обсерваторией).
Основные работы посвящены спектроскопии Солнца и звёзд. Изучал спектр Солнца, солнечные пятна, хромосферу, протуберанцы и корону. В 1866 году разработал метод наблюдения протуберанцев вне затмения. Этот метод независимо от него открыл также французский астроном П. Жансен; оба учёных в 1868 году обнаружили в спектре солнечной короны жёлтую линию, но Жансен принял её за линию D натрия, а Локьер (благодаря более точным измерениям) обозначил её D3 (поскольку, имея длину волны около 588 нм, она была очень близко расположена к известным тогда фраунгоферовым линиям натрия D1 (589,59 нм) и D2 (588,99 нм). В 1871 году Локьер, сотрудничая с английским химиком Эдуардом Франклендом, предложил дать новому элементу название «гелий» (от др.-греч. ἥλιος — «солнце»).
В 1887 году предложил схему звёздной эволюции, которая, хотя и была основана на ошибочной метеорной гипотезе происхождения и развития звезд и на гипотезе диссоциации атомов, но позволила Локьеру предложить первую классификацию звёздных спектров, в которой подчеркивалось зависимость характера спектра звезды от температуры её атмосферы.
Норман Локьер считается пионером археоастрономии. На рубеже XIX—XX веков он изучил астрономическую ориентацию ряда монументальных сооружений Египта, Ближнего Востока, Греции и Британии и написал книгу «Заря астрономии».
Член Лондонского королевского общества (с 1869), член-корреспондент Парижской академии наук (с 1873),  иностранный член-корреспондент Петербургской академии наук (с 1904). Награждён медалью им. Б. Румфорда (1874); кавалер ордена Бани (1897).

## Память
В 1935 году Международный астрономический союз присвоил имя Джозефа Локьера кратеру на видимой стороне Луны. 
Его именем назван также кратер (англ. Lockyer (Martian crater)) на Марсе.

## Труды Локьера
- J. Norman Lockyer. The Dawn of Astronomy: A Study of Temple Worship and Mythology of the Ancient Egyptians. (Рассвет астрономии. Планеты и звезды в мифах древних народов.) — London: Cassell and Company Limited, 1894. — 448 с.

### Переводы на русский язык
- Джозеф Норман Локьер. [www.astro-cabinet.ru/library/rapzmdn/rassvet-astronomii-planeti-i-zvezdi-v-mifah-drevnih-narodov.htm Рассвет астрономии. Планеты и звезды в мифах древних народов]. — М.: ЗАО Центрполиграф, 2013. — 445 с.